# 昂布瓦斯和約
《昂布瓦斯和約》（法語：Paix d'Amboise）又稱為《綏靖法令》 ，是指在1563年3月19日，由當時法國攝政凱薩琳·德·麥地奇在昂布瓦斯城堡簽署的詔令文書，旨在結束天主教會軍隊領袖安內·德·蒙莫朗西和新教領袖路易一世·德·波旁-孔代之間的第一次法國宗教戰爭。當時凱薩琳·德·麥地奇擔任未成年的國王查理九世攝政，並在加斯帕爾·德科利尼領主支持下簽署這項法律法案。
《昂布瓦斯和約》再次宣告宗教自由，保證法國胡格諾派、喀爾文主義擁有宗教特權、宗教自由、表達自己信仰的權力，並部分遵循1562年1月《聖日耳曼法令》的做法。儘管《昂布瓦斯和約》限制新教教徒不能完整享有《聖日耳曼法令》授予的權利，但仍允許他們在貴族私人住宅、私人莊園、及一些城市郊區的指定地點，進行公開且不受監管的新教禮拜活動。
在《昂布瓦斯和約》頒布後，立即面臨各個議會不願意批准法令的問題。過去曾下令驅逐胡格諾派教徒的巴黎議會、和一些省級議會也試圖抵制法令的實行。最終這些議會屈服於王室的壓力而同意《昂布瓦斯和約》，但認為適用範圍只是暫時的結果，並將在查理九世成年後頒布新的宗教問題法令。相反地，《昂布瓦斯和約》獲得法國胡格諾派貴族的歡迎，結束因為瓦西大屠殺爆發的第一次胡格諾戰爭，開啟法蘭西王國的和平時期。
1563年8月17日，年僅14歲的查理九世正式宣告已經成年，史無前例地選擇在盧昂省議會召開國王行法會，並宣告更為完整且永久的《昂布瓦斯和約》法令，甚至延長該法令的期限。然而，由於地區層級持續發生一系列宗教暴力衝突，並在1567年爆發聖但尼戰役，種種衝突導致《昂布瓦斯和約》的效力逐漸受到削弱。1568年3月，新頒布的《隆瑞莫和約》確認《昂布瓦斯和約》。但這並沒有太大影響，因為在同年8月又再次爆發衝突。

## 外部連結
- Catholic Encyclopedia: Michael de L'Hospital （页面存档备份，存于）